# Ernst Hellwag

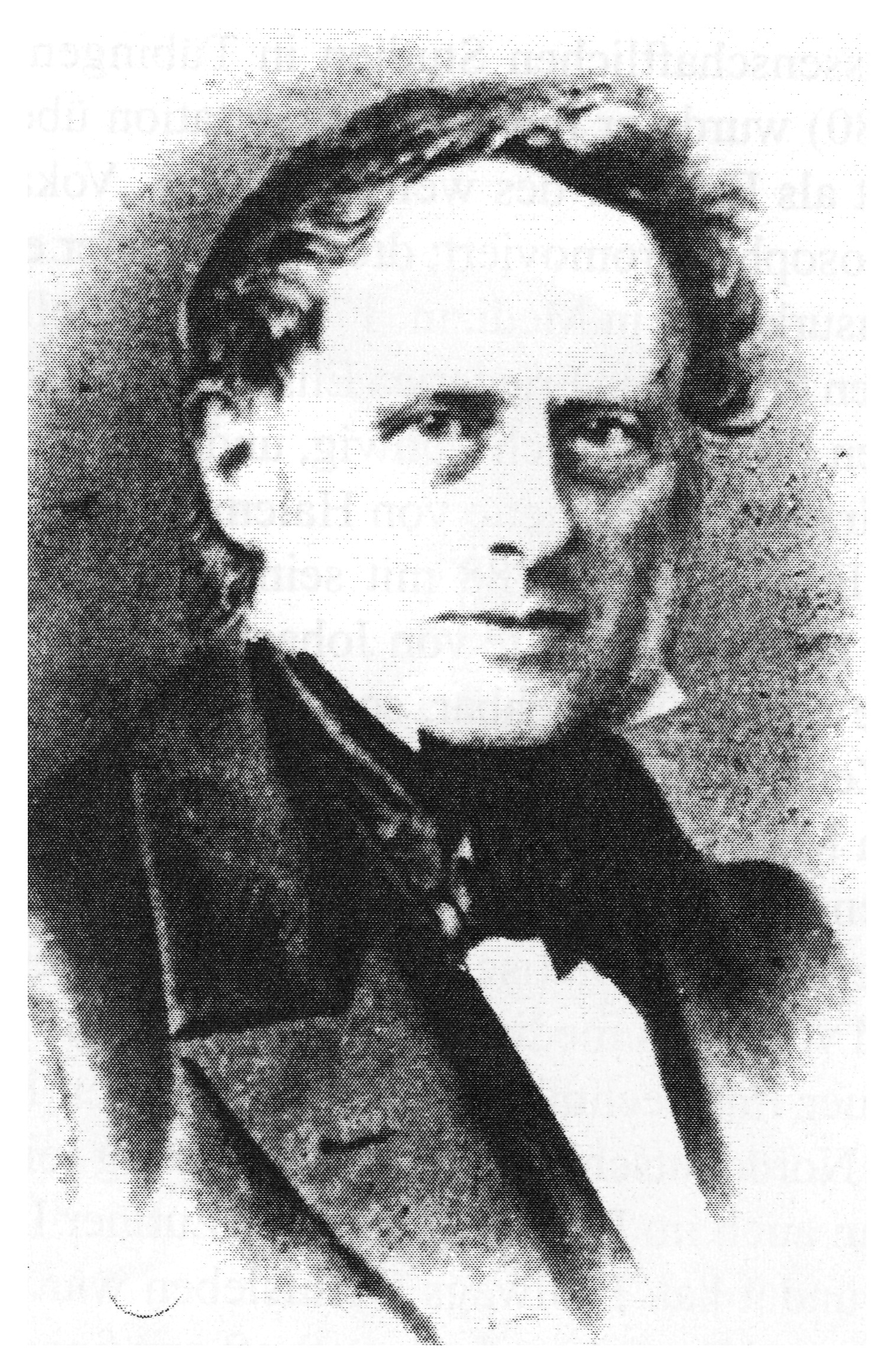
Ernst Hellwag (um 1850)

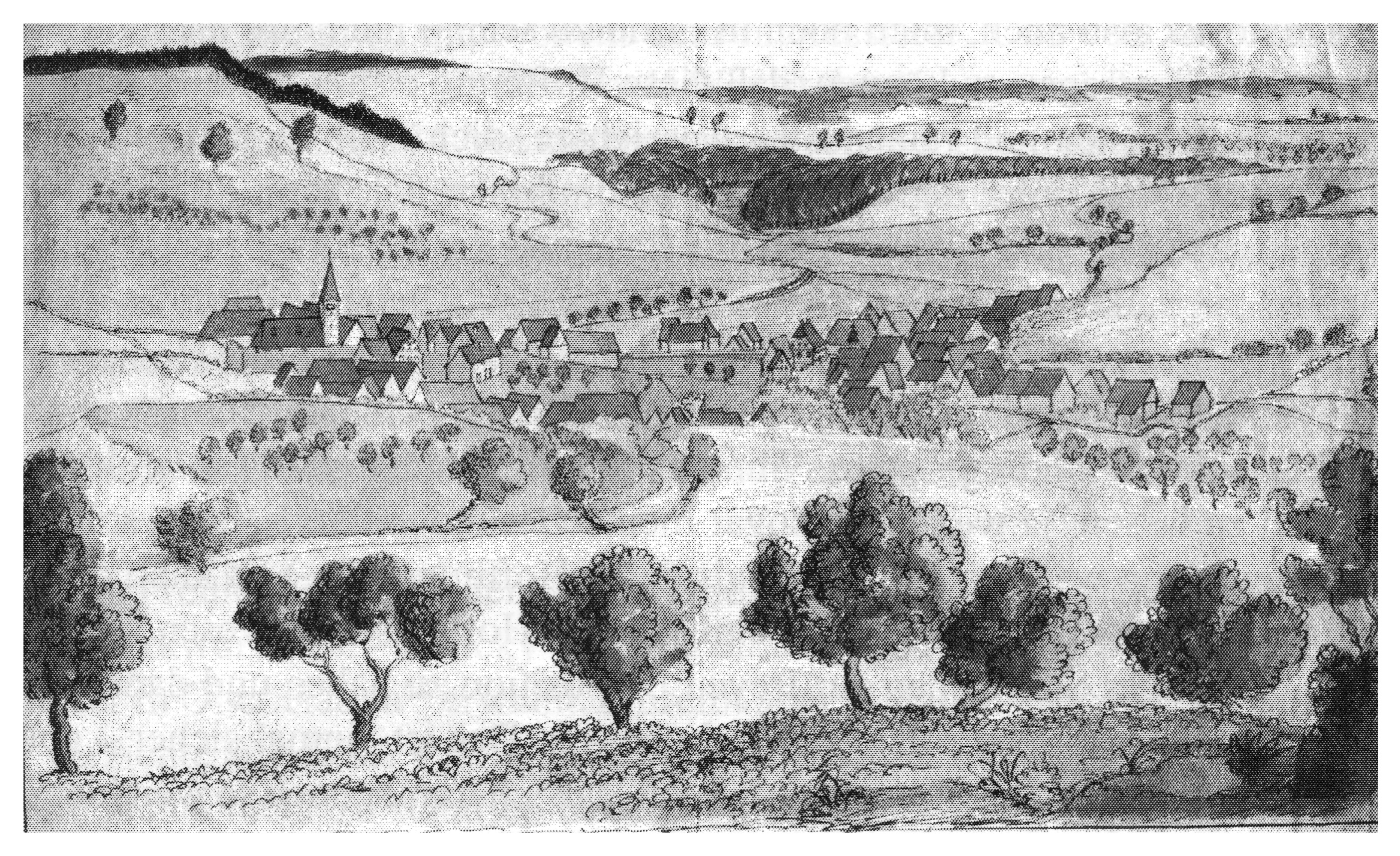
Ernst Hellwag: Zeichnung von Gültlingen (1809)

Ernst Ludwig Hellwag (* 4. September 1790 in Eutin; † 1. August 1862 ebenda) war ein deutscher Verwaltungsjurist und Autographensammler.

## Leben
Ernst Hellwag war einer der Söhne des Eutiner Hofarztes Christoph Friedrich Hellwag. Er erhielt 1803 eine künstlerische Ausbildung im Zeichnen durch den Eutiner Hofmaler Ludwig Philipp Strack. Nach dem Besuch der Gelehrtenschule, der heutigen Johann-Heinrich-Voß-Schule, in Eutin studierte er ab 1808 Rechtswissenschaften an der Universität Tübingen, wo sein älterer Bruder bereits Theologie studierte. Im November 1811 wechselte er an die Universität Heidelberg, wo er im Hause von Johann Heinrich Voß verkehrte. Ab 1812 war er zunächst Advokat in Eutin und erhielt 1814 eine Anstellung als Regierungssekretär bei der Regierung des oldenburgischen Fürstentums Lübeck in Eutin. 1820 wurde er zum oldenburgischen Regierungsassessor ernannt, so dass er im Folgejahr heiraten konnte. 1832 wurde er zum Regierungsrat befördert und bezog nach dem Tod seines Vaters 1835 sein Geburtshaus in Eutin. 1860 wurde er Oberregierungsrat und Hofrat. Hellwag war stellvertretender Regierungsdirektor des Fürstentums und leitete dessen Schulverwaltung.
Ernst Hellwag war ein großer Autographensammler und Sammler von Handschriften. Seine Sammlung befindet sich heute in der Eutiner Landesbibliothek.
Aus seiner Ehe mit Maria Amalia Wibel, der Tochter des Regierungsdirektors des oldenburgischen Landesteils Fürstentum Birkenfeld Ludwig Conrad Leopold Wibel (1768–1833), gingen sechs Kinder hervor. Sein Sohn Wilhelm Hellwag wurde Eisenbahningenieur. Neben seinen eigenen Kindern ermöglichte er Johann Friedrich Julius Schmidt den Besuch der Eutiner Gelehrtenschule.

## Auszeichnungen
- Dannebrogorden, Ritter[1] (29. Oktober 1855)[2]